# 比呂魅卿の犯罪
『比呂魅卿の犯罪』（ひろみきょうのはんざい）は、日本の歌手・郷ひろみが1983年4月1日にCBS・ソニーから発売した20枚目のオリジナルアルバムである。

## 内容
前作『愛の神話』から約4ヶ月ぶりの作品。オリコンチャート初登場6位を獲得。3作連続のトップ10入りを果たした。
今作はサウンドプロデューサーに坂本龍一を起用して制作され、演奏にも坂本がメンバーの一人であるYMOが参加している。ノンクレジットだが「愛の空中ブランコ」のドラム演奏は、坂本によるものである。
楽曲提供者に、RCサクセションの忌野清志郎をはじめ、中島みゆき、矢野顕子、糸井重里、筒美京平を起用し、前作に引き続き、郷自身による自作曲が収録されている。
2005年にボーナストラックとして「美貌の都」のシングルヴァージョンを追録してCD規格で再発された。

## 収録曲

### LP盤
| 全編曲: 坂本龍一。 |                      |                      |                      |       |
| #                  | タイトル             | 作詞                 | 作曲                 | 時間  |
| 1.                 | 「比呂魅卿の犯罪」   | 中島みゆき           | 坂本龍一             | 5:07  |
| 2.                 | 「君の名はサイコ」   | 糸井重里             | 坂本龍一             | 4:12  |
| 3.                 | 「愛の空中ブランコ」 | 糸井重里             | 坂本龍一             | 4:15  |
| 4.                 | 「夢中」             | 忌野清志郎・坂本龍一 | 忌野清志郎・坂本龍一 | 3:33  |
| 5.                 | 「独身貴族」         | 糸井重里             | 矢野顕子             | 3:26  |
| 合計時間:          | 合計時間:            | 合計時間:            | 合計時間:            | 20:33 |

| 全編曲: 坂本龍一。 |                        |            |           |       |
| #                  | タイトル               | 作詞       | 作曲      | 時間  |
| 1.                 | 「やさしさが罪」       | 三浦徳子   | 見岳章    | 3:32  |
| 2.                 | 「美貌の都」           | 中島みゆき | 筒美京平  | 3:50  |
| 3.                 | 「毀められてタンゴ」   | 三浦徳子   | 坂本龍一  | 3:29  |
| 4.                 | 「毎日僕を愛して」     | 矢野顕子   | 矢野顕子  | 3:57  |
| 5.                 | 「だからスペクタクル」 | 郷ひろみ   | 郷ひろみ  | 7:02  |
| 合計時間:          | 合計時間:              | 合計時間:  | 合計時間: | 21:50 |

### CD盤
| #         | タイトル                     | 作詞                 | 作曲                 | 編曲               | 時間  |
| --------- | ---------------------------- | -------------------- | -------------------- | ------------------ | ----- |
| 1.        | 「比呂魅卿の犯罪」           | 中島みゆき           | 坂本龍一             | 坂本龍一           | 5:07  |
| 2.        | 「君の名はサイコ」           | 糸井重里             | 坂本龍一             | 坂本龍一           | 4:12  |
| 3.        | 「愛の空中ブランコ」         | 糸井重里             | 坂本龍一             | 坂本龍一           | 4:15  |
| 4.        | 「夢中」                     | 忌野清志郎・坂本龍一 | 忌野清志郎・坂本龍一 | 坂本龍一           | 3:33  |
| 5.        | 「独身貴族」                 | 糸井重里             | 矢野顕子             | 坂本龍一           | 3:26  |
| 6.        | 「やさしさが罪」             | 三浦徳子             | 見岳章               | 坂本龍一           | 3:32  |
| 7.        | 「美貌の都」                 | 中島みゆき           | 筒美京平             | 坂本龍一           | 3:50  |
| 8.        | 「毀められてタンゴ」         | 三浦徳子             | 坂本龍一             | 坂本龍一           | 3:29  |
| 9.        | 「毎日僕を愛して」           | 矢野顕子             | 矢野顕子             | 坂本龍一           | 3:57  |
| 10.       | 「だからスペクタクル」       | 郷ひろみ             | 郷ひろみ             | 坂本龍一           | 7:02  |
| 11.       | 「美貌の都」(Single Version) | 中島みゆき           | 筒美京平             | 坂本龍一・筒美京平 | 3:37  |
| 合計時間: | 合計時間:                    | 合計時間:            | 合計時間:            | 合計時間:          | 46:00 |

## 参加ミュージシャン
- Vocal：郷ひろみ

Additional Musician
- Keyboards：坂本龍一
- E.Bass：細野晴臣 (Courtesy of ALFA Record), 後藤次利, 岡沢茂
- Drums：高橋幸宏 (Courtesy of ALFA Record)
- E.Guitar：大村憲司, 今剛, 松原正樹
- A.Guitar：吉川忠英
- Latin：浜口茂外也
- Chorus：矢野顕子 (Courtesy of JAPAN Record), Buzz, EVE
- Solo Violin：加藤高志
- Strings：Ohno Group
- Alto Saxopbone：土岐英史
- Trombone：新井英治, 向井滋春
- Saxophone：Jake Conception, 斉藤清
- Clarinet：Jake Conception